# Blekingska
Blekingska är ett sydsvenskt mål, talat i Blekinge. Själva uttalet på orden ändras mycket beroende på var man är trots att Blekinge är så litet. De ostligaste delarna av Blekinge (till exempel Karlskrona) kan lätt förväxlas med småländskan (som kalmaritiska och växjödialekten) men även med halländskan, medan de västligaste delarna (till exempel Sölvesborg) lättare blir förväxlade med skånskan. Däremellan kan man följa ändringen successivt då dialekten sakta färgas åt det ena eller andra hållet. Västra Blekinge, där Mörrumsån är en vattendelare, anses tillhöra det skånska språkområdet.

## Kännetecken
Dialekten varierar något inom områdena där den talas, men gemensamt är att r i vissa ställningar vokaliseras, i andra är stumma och ibland uttalas det långt ner i halsen. Pluraländelser på -or ofta uttlas -er. Även verb med ändelsen -ar kan få ändelsen -er som till exempel att spelar blir speler och lagar blir lager.
Blekingskan är full av diftonger och triftonger. Ofta blir ett vanligt A som i jag, stad eller mat istället ett au eller aou (jaou, staoud, maut). Men ibland så lutar a:et mot ett mellanting mellan a och ä som uttalas väldigt öppet. Vokalen e får ofta ett bihang i form av ett i/j, till exempel i spelar, en, lek (speiler, ein, lejk).
Bokstaven å ersätts ofta av au eller eå, så att till exempel låt blir laut, hårt blir heået osv.
Blekingebor har ibland svårt att skilja på a, ä och e i viss lägen. Till exempel kan varken, värken och verken stavas fel då dessa är så lika i uttal i Blekinge (vaaken, vaäken, väeken).
Till skillnad från sydligare dialekter har blekingska bevarat uttalet p, t, k efter lång vokal i stället för b, d, g, med undantag av Listers härad. Även där berörs endast konsonanter efter starktonig vokal, i hela Blekinge är uttalet huset och kallat.
Karlskronitiska är en typ av blekingska, och en dialekt som både blekingar och icke-blekingar ofta gör sig lustiga över. Karlskronitiskan är, precis som blekingskan och skånskan, full av diftonger. Blekingskan anses även vara den enda svenska dialekten med triftonger. Ordet 'stan' [stɑ:n] uttalas till exempel som 'staoun' [staʊn]. En annan typ av västblekingska är listerländskan, som ofta uppfattas som svårförstådd. Listerländskan innehåller dessutom en stor mängd ord som inte förekommer i allmän blekingska eller i det svenska språket som helhet, men däremot kan återfinnas i andra östdanska mål. Många av dessa ord har dock spridit sig genom Blekinge och rotat sig hela vägen bort till östra delen av landskapet.
Blekingskan är också intressant ur en etymologisk och syntaktisk synvinkel. Ord som annars inte hör hemma i det svenska språket dyker upp i en blekingsk variant i blekingska. Blekinge är en kustregion och därför är det rimligt att anta att ordförrådet har påverkats av främst danska, tyska och baltiska språk. Även engelska har påverkat dialekten, då engelska fartyg förr i tiden brukade ankra i den blekingska skärgården; ordet sisare är till exempel en blekingsk variant av engelskans scissors(s).
I Blekingemålen är substantivens genusböjningar bevarade. För solen och stolen används på genuin dialekt alltså inte den utan hon respektive han.

## Exempel på blekingska ord och uttryck
| Blekingska           | Standardsvenska                | Exempel                            |
| -------------------- | ------------------------------ | ---------------------------------- |
| eina                 | en                             |                                    |
| skomme (el. skummet) | mörker                         |                                    |
| ryll                 | svullnad                       |                                    |
| halsrev              | halsont                        |                                    |
| usjla se             | jämra sig                      |                                    |
| doppa                | sås                            |                                    |
| karasjäl             | förstärkning av "karl"         | Va tycker du om de, karasjäl?      |
| krave                | krage                          |                                    |
| kvarka se            | sätta i halsen (Lister)        |                                    |
| sollna               | sätta i halsen                 |                                    |
| däven                | avslagen                       |                                    |
| disklase             | disktrasa                      |                                    |
| nytig                | pinsam                         |                                    |
| krabbigt/krabbig     | krångligt/du gör det för svårt |                                    |
| hia sig              | lugna ner sig                  |                                    |
| tya                  | orka                           | Nu tyar jag inte mer               |
| pylle                | småfrö (vallmofrö), smulor     | Jag tar en frallhalva med pylle på |
| råt/råtet            | röta/ruttet                    | Bjälklaget är råtet                |
| ålakråka             | storskarv                      |                                    |

Ord som korv, burk, gurka, kyrka, vatten, havet, staden och ål kan se ut såhär: kåv, buök, guöka, kuöka, vadn, hauet, staoun, aoul.
Även ord från andra språk har etsat sig in i blekingskan. Ett exempel på detta är ordet "sisare" som kommer från engelskans ord för "sax".
På sina håll finns även danska böjningar kvar. Ett exempel på detta är "dogde de" som betyder "dög det".